# 太宰令
太宰令（たいさいれい）は、中国の秦と漢の時代にあった官職である。祭祀の供え物を掌った。春秋時代以前、晋の時代以降には、太宰という官職があったが、地位も職務も異なる。

## 歴史

### 春秋時代までの太宰
宰は肉を扱う料理人である。太宰は殷・周の頃からあり、王の家政をとりしきったようである。文献では春秋時代の宋や呉にも見える。

### 秦
漢を興した劉邦は、高祖2年（紀元前205年）に昔の秦の祝官を召し、太祝と太宰を復した。前漢初期の官制・官名は全般に秦の制度を踏襲しているので、秦の制度も前漢の太宰令以下と同じであろう。

### 前漢
前漢の太宰令は、奉常（後に太常）の属官（部下）であった。次官として丞（太宰丞）がついた。『漢書』顔師古注が引用する『漢儀注』によれば、太宰令には屠者72人、宰200人が属したという。

### 後漢
後漢でも太常に属した。職務は、「鼎・俎・饌具（供えるための器物）の製作と、国の祭祀で饌具をならべる」ことである。秩石は600石。丞（太宰丞）が一人ついた。

### 晋以後の太宰
儒教経典にそった制度を復興させようという機運から、晋の建国時には太宰、太傅、太保が三公として設けられた。祭祀のためには祭酒令を置いた。この後、太宰があるときには三公として置かれることとなり、太宰令はなくなった。